# Atyphloceras nuperus
Atyphloceras nuperus är en loppart som först beskrevs av Jordan 1931.  Atyphloceras nuperus ingår i släktet Atyphloceras och familjen mullvadsloppor. Inga underarter finns listade i Catalogue of Life.